# Riley Pathfinder
Der Pathfinder war ein Pkw von Riley.

## Beschreibung
Das Modell ersetzte 1953 den Riley RMF als Fahrzeug der oberen Mittelklasse.
Er war als „Riley RMH“ geplant und wurde 1952 vor der Verschmelzung der Nuffield Organisation und Austin zur British Motor Corporation als letztes eigentliches Riley-Automobil konstruiert. Er hat den „Big Four“ - 4-Zylinder-OHV-Reihenmotor seines Vorgängers mit zwei Nockenwellen und 2443 cm³ Hubraum. Dieser entwickelt im Pathfinder 110 bhp (81 kW) und beschleunigt das Auto auf 161 km/h. Er hatte einen separaten Rahmen mit Einzelradaufhängung mit Torsionsstabfedern vorne und hinten eine Starrachse mit Schraubenfedern (zum Produktionsende hin stattdessen Blattfedern). Ab 1956 gab es wahlweise eine Getriebeautomatik.
Mit dieser Karosserie erschien ebenfalls 1953 der Wolseley 6/90, wie der Riley bei Morris von (Gerald Palmer) entworfen.
1957 wurde der Pathfinder vom kurzlebigen 2.6 ersetzt, der im Grunde ein Pathfinder war, aber mit den Vereinfachungen des Wolseley 6/90 wie billigere Achse und schwächerer Motor.